# 都市監督官
都市監督官（としかんとくかん、curator civitatis又はcurator civitatis、英語では "city curator"）は、ローマ帝国における特別な役人だった。彼らは都市における業務、特に自治都市における財務業務のために皇帝に任命された。当初は一時的で臨時の稀な役職だったが、後にローマ都市の正規最高役職へと変わった。 

## 史料

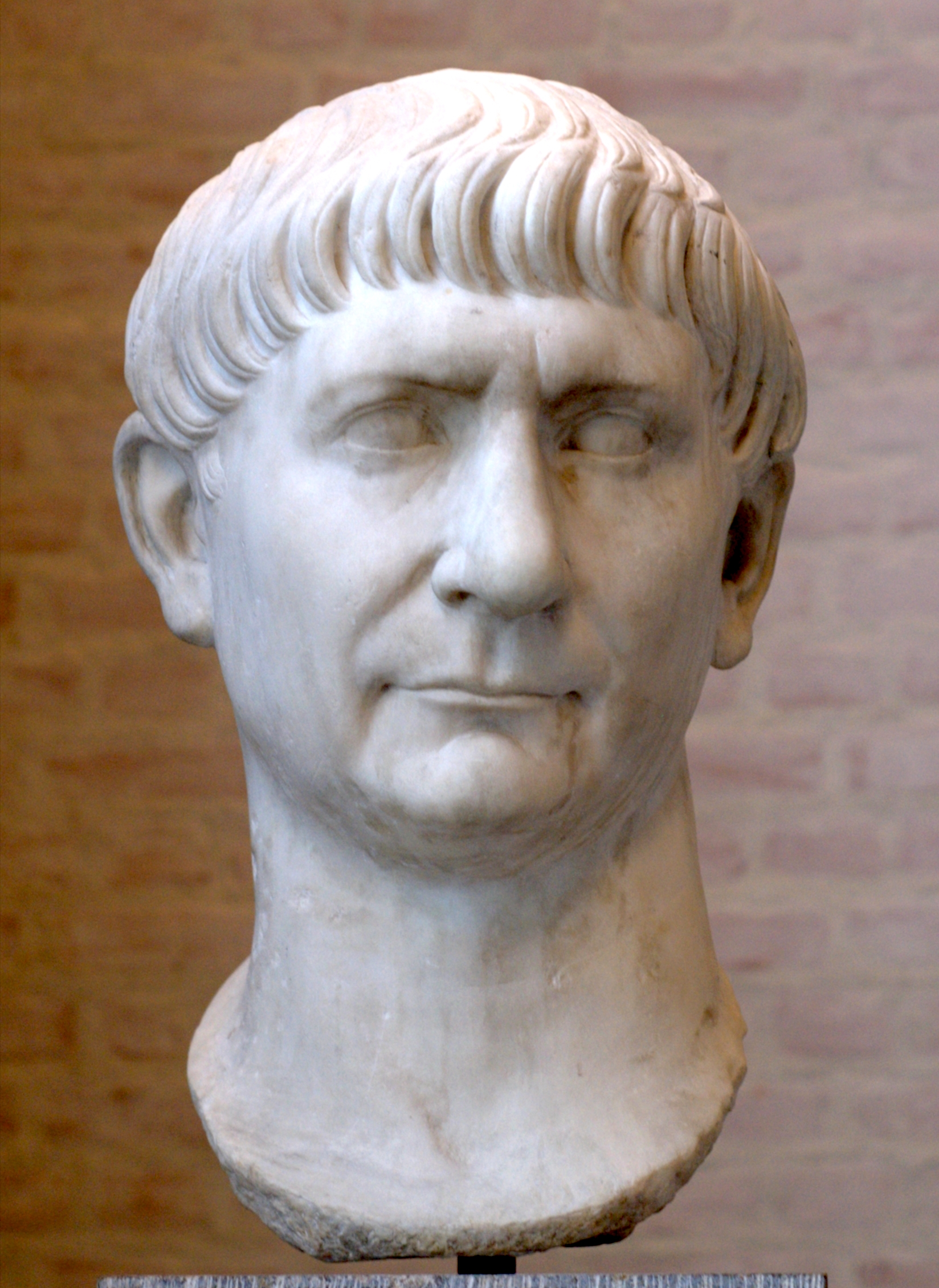
最初の 都市監督官（curatores rei publicae）は トラヤヌス 帝時代に現われた。(画像は彫像の残存部)

都市監督官に関する最初の碑文は、通常墓碑と顕彰碑である。通常これらは顕彰される人物が関係する役人によって与えられた。顕彰される人物の推挙は常に curator （監督官） 或いは  cura （監督業務）のどちらかかどうかは定かではない。同じことは法史料にもあてはまる。そこでは'curator' とされている。
都市監督官の業績について言及している古代の法学者はウルピアヌス、セウェルス帝（306年死去）以前のパピリウス・ユストゥス等である。彼らにおいては都市監督官は正規政務官を越えるような特別な代表権を持っているわけではなかった。

## 任命
紀元98年から117年のトラヤヌス時代に出現した最初の都市監督官は、二世紀中には多数が碑文に言及されるようになった。都市監督官の例は元老院議員から騎士まで幅広く、規則性はあったが、常に規則的というわけではなかった。教会から任命されることはなかったが、同じ地域の出身者がしばしば就任した。
'cura'（監督業務） は当初 cura aquae （水道管理）や'cura pecuniae publicae' （都市財務管理）など古代共同体の公共業務だけを担っていた。通常都市政務官が  cura （監督業務）を個人に委託していた。すべての役職は名誉であり、公的責任があった。彼らは高い地位をと、無料で公共に奉仕する余裕がある富裕な性格が必要とされた。それ故 'cura'（監督業務）のための人物を見付けることは常に楽なことではなかった。
古代の都市監督官に関する古い研究では、都市の自律性に皇帝が介入するための手段という評価は低かった。  後の時代により多くの碑文が知られるようになってこの解釈は変わった。すべての都市が国家レベルで監督されていることについて疑問は無くなった。
多くの都市監督官は、任命された都市共同体に奉仕することが任務だったため、教会の意思に常に反対するようなものではなかった。寧ろ、共同体それ自身や地方の役所の一部だった。複雑化した財政業務や経済の破綻は、地方の役人たちの無知も重なって皇帝に介入を強要する悲惨な事態を導いた。ヴァルター・ラングハマー（Walter Langhammer）によれば、都市監督官の設立は、共同体の自治に向けたものではなく、自己満足を増しただけであった。

## 業務
監督官 は皇帝からの書簡で命令を受け、非常に限定された職務に就いていた。業務により都市との関係は異なっていた。都市監督官はその都市には居住しなかった。彼は都市の現行管理業務は行なわず、都市の正規の役人たちはそれぞれの業務を行い続けた。しかし皇帝の権威は都市監督官に大きな力を与えた。 
規則としては、自治都市の財政業務、特に現物資産の売買に関するあらゆることが重要だった。バートン（Burton）によれば、ローマ人の属州総督は自治都市さえ統制する力を持っているが、時間と資源不足から、その力は限定されていた。都市監督官は一方で、徴税や法律は扱わないものの、共同体の財政や行政に集中することができた。 バートンによれば、この狭い意味で、都市監督官は属州の補充行政官の一種となりえたのだった。

## 都市の正規役人への転換
都市監督官は次第にローマ都市において非常に一般的な機能となっていった。3世紀の中頃では、都市監督官の権力は地方役人たちの中で最強のものとなっていた。 バートンは都市監督官のよく知られている例として4世紀初頭の北アフリカのキリスト教徒迫害に巻き込まれた人物を指摘している。その行動は地方政務官の通常業務に対応している。. 正規職への転換は3世紀に見出される。バートンはディオクレティアヌス帝によるテトラルキアの改造の指標となりうるかについては疑っている。
コンスタンティヌス大帝以降、都市監督官は "自治都市における総督代官"となった。彼らは 自治都市の  ordo decurionis（参事会規則） に則って選出され、その後皇帝により承認された。とラングハマーは書いている。彼らは全体的に財政と行政に責任を持っていた。彼らは政府と皇帝に連絡をとっていた。

## 総数
過大な期待はできないが、多くの都市で長期間一名見出すことができ、皇帝の特別代官としての都市監督官がいない都市も多い。 イタリアでは3世紀、紀元251年までで139名の元老院階層の都市監督官が、83名の騎士階層の都市監督官が知られている（29名は不明）。トラヤヌス時代に6名の役人がイタリアで職務を引き受けており、セウェルス帝とカラカラ帝の時代には46名が知られている。
北アフリカでの初見は196年のものが知られており、現在のところ282年までの間に18名が知られている。属州アジア（今日のトルコ西部）30名の都市監督官が知られている。

## 関連文献
- Werner Eck:  The state organization of Italy in the high imperial period , C.H. Beck, Munich 1979
- G. P. Burton:  The Curator Rei Publicae. Towards a Reapprisal . In:  "Chiron ", Vol. 9, 1979
- The legal and social position of the Magistratus Municipalis and the Decuriones in the transitional stages of cities from self-governing municipalities to executive organs of the late-forced compulsory state (1 st-4 th century AD) Roman imperial times) '. Steiner, Wiesbaden 197
- 大清水裕『ディオクレティアヌス時代のローマ帝国―ラテン碑文に見る帝国統治の継続と変容』(2012年,山川出版社,ISBN 978-4634673830)